# Paulo Roberto da Silva
Paulo Roberto da Silva (Lavras, 1987. március 26. –), ismert nevén Paulo Roberto, brazil labdarúgó, a Fortaleza EC középpályása.